# Леман, Эрик
Эрик Леман (нидерл. Eric Leman; род. 17 июля 1946, коммуна Ледегем, провинция Западная Фландрия, Бельгия) — бельгийский профессиональный шоссейный велогонщик в 1968—1977 годах. Победитель этапов Гранд-туров - 6 на  Тур де Франс и 1 этапа на Вуэльта Испании. Трёхкратный победитель классической однодневной велогонки Тур Фландрии. Победитель однодневных велогонок:  Кюрне — Брюссель — Кюрне, Дварс дор Фландерен, Три дня Западной Фландрии, Чемпионат Фландрии.

## Достижения

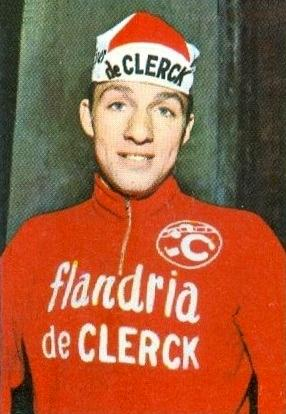
Эрик Леман в 1969 году

1967
3-й Гент — Вевельгем U23
1968
1-й — Этап  21 Тур де Франс
1-й Кюрне — Брюссель — Кюрне
1-й — Этап  2 Четыре дня Дюнкерка
2-й Чемпионат Фландрии
3-й Париж — Тур
4-й E3 Харелбеке
1969
Тур де Франс
1-й — Этап  3 
1-й — зачёт "горячих точек"
1-й — Этап  5b Критериум Дофине
1-й — Этапы 1, 2, 5 и 7 Вуэльта Андалусии
1-й — Этап 3 Париж — Ницца
1-й Дварс дор Фландерен
3-й Флеш Валонь
4-й Амстел Голд Рейс
4-й Льеж — Бастонь — Льеж
4-й Гент — Вевельгем
6-й Омлоп Хет Ниувсблад
9-й Милан — Сан-Ремо
1970
1-й Тур Фландрии
1-й — Этапы 1a и 3b Вуэльта Андалусии
1-й — Этап 4 Париж — Ницца
1-й — Пролог Тур Бельгии
2-й Кюрне — Брюссель — Кюрне
2-й Дварс дор Фландерен
3-й Милан — Сан-Ремо
3-й Париж — Рубе
4-й Супер Престиж Перно
4-й Амстел Голд Рейс
7-й E3 Харелбеке
1971
1-й — Этапы 1a, 6a, и 7 Тур де Франс
1-й — Этапы 1a и 5a Критериум Дофине
1-й — Часть b Пролога и Этап 2a Вуэльта Андалусии
1-й — Этапы 1, 2a и 4 Париж — Ницца
1-й Три дня Западной Фландрии
1-й Чемпионат Фландрии
1-й Circuit Mandel-Lys-Escaut
2-й Дрёйвенкурс Оверейсе
2-й Нокере Курсе
2-й Кюрне — Брюссель — Кюрне
3-й Брюссель — Ингойгем
5-й Эшборн — Франкфурт
6-й Париж — Рубе
8-й E3 Харелбеке
1972
1-й Тур Фландрии
1-й Гран-при Валенсии
1-й — Этап  4 Четыре дня Дюнкерка
1-й — Этапы 1 и 3 Париж — Ницца
1-й — Этап  2 Тур Бельгии
2-й Гран-при Исберга
6-й Эшборн — Франкфурт
1973
1-й Тур Фландрии
1-й — Этап 2b Париж — Ницца
4-й Париж — Тур
6-й Дварс дор Фландерен
7-й Париж — Брюссель
7-й Гент — Вевельгем
7-й Омлоп Хет Ниувсблад
1974
1-й — Этап 2 Вуэльта Испании
1-й — Этап 4 Париж — Ницца
2-й Милан — Сан-Ремо
4-й Флеш Валонь
4-й Париж — Тур
5-й Тур Фландрии
5-й Гент — Вевельгем
5-й Париж — Рубе
8-й Париж — Брюссель
8-й E3 Харелбеке
9-й Супер Престиж Перно
1975
1-й — Этап 1 Париж — Ницца
3-й Ле-Самен
1976
3-й Схал Селс
4-й E3 Харелбеке
6-й Схелдепрейс
6-й Кюрне — Брюссель — Кюрне
7-й Тур Фландрии
1977
1-й — Этап 4 Вуэльта Арагона
2-й Дварс дор Фландерен
9-й E3 Харелбеке
9-й Омлоп Хет Ниувсблад

## Статистика выступлений

### Гранд-туры
| Гранд-тур                 | 1968 | 1969 | 1970 | 1971 | 1972 | 1973 | 1974 | 1975 | 1976 |
| ------------------------- | ---- | ---- | ---- | ---- | ---- | ---- | ---- | ---- | ---- |
| Джиро д’Италия            | —    | —    | —    | —    | —    | —    | —    | —    | —    |
| Тур де Франс              | 52   | 79   | —    | 91   | —    | —    | НФ   | —    | —    |
| (c 2010 ) Вуэльта Испании | —    | —    | —    | —    | —    | 55   | 22   | НФ   | НФ   |

| —  | Не участвовал  |
| НФ | Не финишировал |